# Almighty
Almighty è un singolo del rapper statunitense Gunna, pubblicato il 17 gennaio 2018.

## Tracce
1. Almighty – 2:36